# Myrmecozelinae
De Myrmecozelinae zijn een onderfamilie van vlinders uit de familie van de echte motten (Tineidae).

## Geslachten
- Acanthocheira Gozmány, 1968
- Analytarcha Meyrick, 1921
- Ateliotum Zeller, 1839
- Cephimallota Bruand, 1850
- Cephitinea Zagulajev, 1964
- Ceratuncus  Petersen, 1957
- Cinnerethica Amsel, 1935
- Coryptilum Zeller, 1839
- Crassicornella Agenjo, 1952
- Criticonoma Meyrick, 1910
- Dicanica Meyrick, 1913
- Ectropoceros Diakonoff, 1955
- Ellochotis Meyrick, 1920
- Endromarmata Gozmány & Vári, 1973
- Exoplisis Gozmány, 1976
- Gerontha Walker, 1864
- Haplotinea Diakonoff & Hinton, 1956
- Harmaclona Busck 1914
- Heterostasis Gozmány, 1965
- Hilaroptera Gozmány, 1969
- Histiovalva Gozmány, 1965
- Homalopsycha Meyrick, 1920
- Hoplocentra Gozmány, 1968
- Ippa Walker, 1864
- Ischnuridia Sauber, 1902
- Janseana Gozmány & Vári, 1973
- Machaeropteris Walsingham, 1887
- Mesopherna Meyrick, 1893
- Metapherna Robinson & Nielsen, 1993
- Mimoscopa Meyrick, 1893
- Moerarchis Durrant, 1914
- Myrmecozela Zeller, 1852
- Ochetoxena Meyrick, 1920
- Pachyarthra Amsel, 1940
- Pararhodobates Petersen, 1958
- Phthoropoea Walsingham, 1896
- Platysceptra Meyrick, 1916
- Probatostola Meyrick, 1926
- Propachyarthra Gozmány & Vári, 1973
- Protaphreutis Meyrick, 1922
- Reisserita Agenjo, 1952
- Rhodobates Ragonot, 1895
- Sarocrania Turner, 1923
- Scalmatica Meyrick, 1911
- Syncalipsis Gozmány, 1965
- Syngeneta Gozmány, 1967
- Timaea Walker, 1863
- Tineovertex Moriuti, 1982
- Tracheloteina Gozmány, 1967